# 66652 Borasisi
66652 Borasisi (privremena oznaka 1999 RZ253), binarni klasični objekt Kuiperovog pojasa. Otkrili su ga Chad Trujillo, Jane X. Luu i David C. Jewitt 1999. godine. Posjeduje jedan poznati prirodni satelit, Pabu, sličnih dimenzija. Nazvan je po fiktivnom božanstvu iz knjige Mačja kolijevka američkog pisca Kurta Vonneguta.